# Orlando de la Torre
Orlando de la Torre Castro (Trujillo, 21 de noviembre de 1943-Lima, 24 de agosto de 2022), conocido como Chito de la Torre, fue un futbolista peruano que se desempeñaba en la posición de defensa central y lateral derecho. Es símbolo del Sporting Cristal y de la selección de fútbol del Perú.
El apelativo de Chito se debe a su origen chalaco y su guapeza para enfrentar y encarar a los rivales.

## Trayectoria
Vivió en jr. Huánuco frente al Parque 2 de mayo. Se inició en el fútbol a los doce años en el combinado del Defensor Barbones jugando de volante, de allí pasó al Cinco Esquinas y luego jugó por el Vigil del Callao en 1960 donde participó en la primera de la Liga del Callao. Fue en verano de 1961 que participó en el campeonato juvenil denominado Ciudad de Lima por el cuadro porteño y al término de este fue contratado por Sporting Cristal (organizador del torneo), donde su DT, Juan Honores, lo había observado. 
Estuvo con los juveniles solo quince días, luego debutó en el primer equipo Sporting Cristal en el torneo Apertura realizado el primer semestre de 1961 a los diecisiete años y lo hizo como volante de contención. Ya en el torneo regular, jugó de titular reemplazando a Raúl Romero. También hizo de líbero cuando aún se jugaba con línea de tres junto con Eloy Campos por derecha y a Roberto Elías por izquierda (posteriormente lo hizo de defensa central en línea de cuatro desde 1962). A fines de 1961, logró su primer título con la celeste bajo la conducción técnica de Juan Honores al lado de otros grandes jugadores como Alberto Gallardo, Eloy Campos, José del Castillo, Roberto Elías, Anselmo Ruíz, entre otros.
En 1968 se corona campeón segunda vez bajo la dirección técnica del brasileño Didí, ese año jugó la Copa Libertadores, donde el cuadro bajopontino terminó invicto. A fines del año 1970, se consagró campeón por tercera vez bajo la dirección técnica de Sabino Bártoli. En 1972 obtiene su cuarto título bajo la dirección técnica de Marcos Calderón.
Luego de jugar la Copa Libertadores 1974 por el cuadro rimense, se enrola en el Barcelona de Guayaquil. Al siguiente año, regresa al Perú para jugar por el Sport Boys, luego en el Atlético Chalaco y termina su carrera en el Juan Aurich, de Chiclayo.
Son muy recodadas sus actuaciones en la Bombonera de Boca Juniors, la primera vez, vistiendo la seda bicolor de su selección peruana en el memorable partido en el que, con goles de Oswaldo Ramírez, se empató con la selección argentina, logrando el boleto para el Mundial de México 1970, donde participó exponiendo su clase e hidalguía. Luego, se le recuerda aquella brillante actuación en la misma Bombonera en 1971, en que luego de un disputado partido ante el cuadro bonaerense del Boca Juniors, que resultaría en un empate a dos con el equipo local, hubo una tremenda bronca.

### Director técnico
Fue director técnico del Juan Aurich en los años 1978-1979, 1980 y 1999, Sport Boys en 1979, de Juventud La Palma en 1981 y del Unión Huaral en 1983 entre otros.

## Selección peruana
Ha sido internacional con la selección de fútbol del Perú en 39 oportunidades entre 1967 y 1973.

### Participaciones en Copas del Mundo
| Mundial                        | Sede   | Resultado        |
| ------------------------------ | ------ | ---------------- |
| Copa Mundial de Fútbol de 1970 | México | Cuartos de final |

## Fallecimiento
El 25 de agosto de 2022, falleció por problemas de salud debido a su edad. Su entierro y velorio se lleva a cabo en el Perú.

## Clubes

### Como futbolista
| Club             | País    | Año       |
| ---------------- | ------- | --------- |
| Sporting Cristal | Perú    | 1961-1974 |
| Barcelona        | Ecuador | 1974      |
| Sport Boys       | Perú    | 1975-1976 |
| Atlético Chalaco | Perú    | 1976      |
| Juan Aurich      | Perú    | 1977      |

### Como entrenador
| Club              | País | Año       |
| ----------------- | ---- | --------- |
| Juan Aurich       | Perú | 1978-1979 |
| Sport Boys        | Perú | 1979      |
| Juan Aurich       | Perú | 1980      |
| Juventud La Palma | Perú | 1981-1982 |
| Unión Huaral      | Perú | 1983      |
| Juan Aurich       | Perú | 1999      |

## Palmarés

### Campeonatos nacionales
| Título                    | Club             | País | Año  |
| ------------------------- | ---------------- | ---- | ---- |
| Primera división del Perú | Sporting Cristal | Perú | 1961 |
| Primera división del Perú | Sporting Cristal | Perú | 1968 |
| Primera división del Perú | Sporting Cristal | Perú | 1970 |
| Primera división del Perú | Sporting Cristal | Perú | 1972 |

### Campeonatos regionales
| Título               | Club             | País | Año  |
| -------------------- | ---------------- | ---- | ---- |
| Torneo Metropolitano | Sporting Cristal | Perú | 1972 |